# Ján Štefanec
Ján Štefanec (16. červen 1903 Benice (Liptovský Mikuláš) – 17. březen 1989 Bratislava) byl slovenský architekt a vysokoškolský pedagog. Jeho otec byl Ján Štefanec a jeho matka byla Johanna rozená Dobáková.

## Životopis
Vystudoval architekturu na ČVUT v Praze (1921-1927), Ing. Tvořil v duchu funkcionalismu, těžištěm jeho tvorby byly veřejné budovy. Navrhl a realizoval budovu Železniční stanice v Banské Bystrice (1951). Předseda Spolku Slovenských architektů (od roku 1948), později člen Svazu Slovenská architektů. Autor odborných článků.

## Díla
- Koupaliště cihelné pole v Bratislavě. Po obsazení Petržalky Německem v roce 1938, Bratislava ztratila mnohá aktivní sportovní zařízení. Proto bylo nutné vybudovat nové. Mezi první sportovní areály ve městě patřilo Koupaliště na Tehelném poli. Poměrně malé koupaliště chránila od ulice kulisa nízkých jednoduchých hranolů vstupních staveb. Klidné architektuře dominoval sportovní bazén ze stupňovitou tribunou a konstruktivistické figurou trojplošinového skokanského můstku. Koupaliště bylo postaveno v roce 1939.
- Nádraží v Banské Bystrici. Soutěž na železniční stanici byla vypsána v roce 1940. Veřejnou soutěž vyhrál Jan Štefanec se svým návrhem. Realizační projekt byl však upraven a vstupní vestibul tak byl poddimenzovaný. Architektura stanice vzhledem k válečné roky je strohá a je v klasicizujícom stylu. Budova má symetrickou kompozici, která vrcholí v ústředním objemu nádražní haly obložené travertinem. Působivý je i převýšený vnitřní prostor s železobetonovým kazetovým stropem a vitrážemi s motivy středoslovenských hornických měst.
- Administrativní budova s divadelní sálů – Malá scéna SND v Bratislavě – spolupráce s architektem Jozef Lackem (1943–1948). Budova byla realizována v průběhu války a byla dokončena až v roce 1948. Objekt byl postaven v bloku mezi Dobrovičova ulicí a Dostojevského řadou, přičemž tvoří ukončení souvislého městského bloku. Budova má neskorofunkcionalistický výraz. Objekt má tři různě dlouhá i různé funkčně diferencovaná křídla. Byl použit trojtraktový nosný systém. Forma proporce a výběr materiálů navazuje na okolní zástavbu. Hlavní průčelí na Dostojevském řadě je plastičtější. Dominuje mu rizalit se vstupem kde v současnosti v suterénu působí Malá scéna SND.

## Ocenění
- Roku 1974 nositel ceny Dušana Jurkoviče